# 3sat musik
3sat musik beschäftigt sich mit der Produktion und redaktionellen Betreuung von Musikprogrammen der  öffentlich-rechtlichen Sender ZDF, ORF, SRF und ARD. Das Programm umfasst die Bereiche Rock, Pop, Jazz, Klassik sowie Musik- und Tanztheater.

## Programmplätze in 3sat
|          | dienstags 2.40–6.00 Uhr     | samstags 20.15–22.25 Uhr                                  | samstags 22.25–23.15 Uhr                        |
| -------- | --------------------------- | --------------------------------------------------------- | ----------------------------------------------- |
| Programm | Rock, Pop, Jazz und Country | Sprech-, Musik- und Tanztheater sowie klassische Konzerte | Dokumentationen aus dem Bereich Performing Arts |

Außer auf den Regelsendeplätzen findet Musikprogramm in 3sat auch zu anderen Zeiten statt: Jubiläen, Festivalevents und 3sat-Thementage/-wochen bestimmen zusätzliche Inhalte und Ausstrahlungstermine.

## Sendereihen
- Tonspur – Der Soundtrack meines Lebens (seit 2010)
- Sommernachtskonzert in Schönbrunn (seit 2008)
- 3satfestival (seit 2001)
- Pop Around the Clock (seit Silvester 2001)
- Berliner Philharmoniker in der Waldbühne (seit 1997)
- JazzBaltica (seit 1991)
- Salzburger Festspiele (seit 1990)
- Da Capo – Gesprächsreihe mit August Everding (1986 bis 1998)
- Marcel Prawys Denkmalpflege (1986 bis 1996)